# The World in His Arms
 The World in His Arms és una pel·lícula d'aventures estatunidenca dirigida per Raoul Walsh el 1952.

## Argument
1850. El capità Clark, caçador de foques a San Francisco, agafa el desafiament del seu rival, el portuguès, i arriba abans que ell al lloc de la cacera. Enamorat de la comtessa Selanova, assassina en duel l'home amb qui s'ha de casar, el príncep Semyon. Després torna en vaixell a San Francisco portant la comtessa amb ell.

## Repartiment
- Gregory Peck: Capità Jonathan Clark
- Ann Blyth: Comtessa Marina Selanova
- John McIntire: Deacon Greathouse
- Anthony Quinn: el portuguès
- Carl Esmond: Príncep Semyon
- Andrea King: Àvia
- Eugenie Leontovitch: Anna Selanova
- Hans Conried: Eustace
- Rhys Williams: Eben Cleggett
- Sig Ruman: General Ivan Vorashilov
- Bill Radovich: Ogeechuk
- Gregory Gaye: Coronel Paul Shushaldin
- Bryan Forbes: William Cleggett
- Henry Kulky: Peter